# Eugenia catharinae
Eugenia catharinae är en myrtenväxtart som beskrevs av Otto Karl Berg. Eugenia catharinae ingår i släktet Eugenia och familjen myrtenväxter. Inga underarter finns listade i Catalogue of Life.